# Pärlglada
Pärlglada (Gampsonyx swainsonii) är en fågel inom ordningen hökfåglar, vanligen placerad i familjen hökar, den minsta i Amerika. Fågeln förekommer från Honduras och El Salvador i Centralamerika söderut till norra Argentina i Sydamerika. Arten har gynnats av avskogningen och både expanderat utbredningsområdet norrut och ökat i antal. IUCN kategoriserar den som livskraftig.

## Utseende och läten
Pärlgladan är en mycket liten (20–28 cm) och falkliknande rovfågel, minst av alla i Amerika. Den har smala spetsiga vingar, relativt lång tvärt avskuren stjärt och korta ben. Fjäderdräkten är svartaktig ovan, rent vit under och med ett smalt vitt halsband. Kinder och flanker är i varierade grad beige- eller orangetonade. Lätet är ett ljust "kipkipkipkipkip...", i flykten ett "kiriririri".

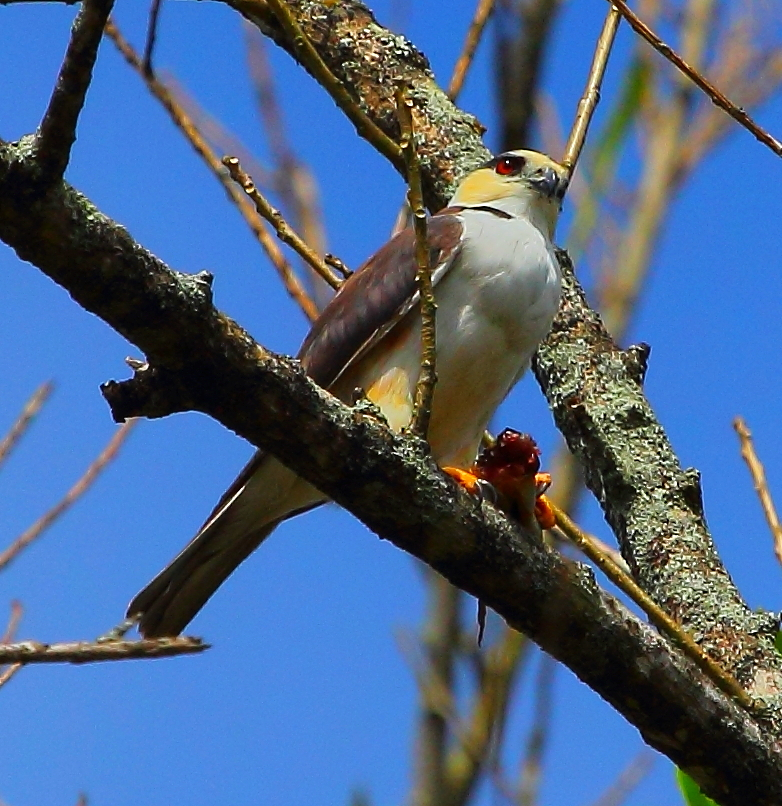

## Utbredning och systematik
Pärlgladan placeras som ensam art i släktet Gampsonyx.  Den förekommer i Latinamerika och delas in i tre underarter med följande utbredning:
- Gampsonyx swainsonii leonae – sydöstra El Salvador, södra Honduras, västra Nicaragua, Costa Rica och Panama i Centralamerika samt i Sydamerika från norra och östra Colombia genom Venezuela och Trinidad till Guyana och Surinam, söderut till nordöstra Ecuador och Brasilien norr om Amazonfloden
- Gampsonyx swainsonii swainsonii – Brasilien söder om Amazonfloden till östra Peru, Bolivia, Paraguay och norra Argentina
- Gampsonyx swainsonii magnus – kustområden västerut i västra Ecuador och nordvästra Peru

### Släktskap
Pärlgladan är närmast släkt med afrikanska saxstjärtsgladan (Gampsonyx swainsonii) och gladorna i Elanus. Tillsammans utgör de systergrupp till alla andra arter i familjen. Genetiska studier visar att de skildes åt redan under tidig miocen, och parat med skillnader i cytologi, morfologi och ekologi rekommenderar författarna till studien att de urskiljs som en egen familj, Elanidae. Inom den familjen för författarna pärlgladan till en egen underfamilj. Hittills har endast Birdlife International följt dessa rekommendationer, medan tongivande International Ornithological Congress och eBird/Clements, liksom svenska Birdlife Sverige, än så länge behåller kladen bland hökarna.

## Levnadssätt
Pärlgladan hittas i torra områden, savann, buskrika betesmarker, cerrado och öppen tropisk skog, i Colombia upp till 1000 meters höjd. Den lever huvudsakligen av små ödlor, men också större insekter och ibland även småfåglar upp till rostsparvduvans storlek. Den jagar vanligen genom utfall ner mot marken från en sittplats, men kan också ses jaga i flykten eller ryttla.

### Häckning
Arten häckar vid varierande tider på året, möjligen kopplat till regn, i öppen skog, men även i stadsbelägna parker. I ett slarvigt byggt kvistbo fem meter upp på en liggande gren lägger den två till tre vita brunfläckade vita ägg. Äggen ruvas huvudsakligen av honan och ungarna blir flygga efter 35 dagar.

## Status
Pärlgladan har ett stort utbredningsområde och tros öka kraftigt i antal till följd av avskogningen. Internationella naturvårdsunionen IUCN kategoriserar arten som livskraftig. Världspopulationen uppskattas till i storleksordningen en halv till fem miljoner vuxna individer.

## Namn
Fågelns vetenskapliga artnamn hedrar William Swainson (1789-1855), engelsk naturforskare, konstnär och samlare av specimen. Det vetenskapliga släktesnamnet Gampsonyx betyder "krökt klo".